# Показник якості
Показник якості (продукції) — кількісна характеристика одного або декількох властивостей продукції, що входять до її якості, розглянута стосовно до певних умов її створення та експлуатації або споживання.
Кожна продукція володіє своєю номенклатурою показників, яка залежить від призначення продукції, умов її виробництва й експлуатації й багатьох інших факторів. Показник якості може виражатися в різних одиницях (наприклад, км/год, годин на відмову, собівартість, габарити), балах, а також бути безрозмірним. У вигляді технічних вимог показники входять до складу технічного завдання на продукцію, що розробляється та технічних умов .

## Загальна характеристика показників
Номенклатура показників остаточно формується на етапі проєктування продукції, так як тут вони закладаються в конструкцію. Далі, на етапі виробництва ці показники знаходять своє втілення. А на етапі експлуатації (споживання) показники стають індивідуальною характеристикою продукції, виділяють її з інших видів продукції (товару), складають її споживчі властивості і, отже, роблять привабливою і конкурентоспроможною.